# Luis Beltrán
Luis Beltrán (em catalão: Lluís Bertran; Valência, 1 de janeiro de 1526 – Valência, 9 de outubro de 1581) foi um frade dominicano que pregou na América do Sul durante o século XVI e é conhecido como o "Apóstolo das Américas". Ele é venerado como um santo pela Igreja Católica.

## Vida anterior
Beltrán nasceu em Valência, filho de Juan Bertrand e Juana Angela Exarca. Por meio de seu pai, ele foi relacionado a São Vicente Ferrer, um taumaturgo da Ordem Dominicana. Ainda jovem teve a ideia de se tornar um frade dominicano e, apesar dos esforços de seu pai para dissuadi-lo, foi tomou o hábito dominicano no Convento de São Domingos de Valência, em 26 de agosto de 1539. Após o período normal de provação, ele pronunciou os votos evangélicos.
Ele tinha um comportamento sério e aparentemente sem nenhum senso de humor, mas tinha uma disposição gentil e doce que o tornava muito querido por aqueles com quem entrava em contato. Embora não pudesse reivindicar grandes dons intelectuais, ele se dedicou assiduamente ao estudo. Em 1547 foi ordenado sacerdote pelo arcebispo de Valência, Santo Tomás de Villanova.
Foi nomeado mestre de noviços no convento de Valência, cujas funções desempenhou em diferentes intervalos por um total de trinta anos. Quando a peste irrompeu em Valência em 1557, ele se dedicou aos doentes e moribundos; ele preparou os mortos para o sepultamento e os enterrou com suas próprias mãos.
Quando a praga diminuiu, o zelo do santo mestre noviço procurou estender o escopo de seu já grande ministério no apostolado da pregação. Embora se diga que "sua voz era rouca, sua memória traiçoeira, seu porte sem graça", ele se tornou um pregador fervoroso. A catedral e as igrejas mais espaçosas foram colocadas à sua disposição, mas se mostraram totalmente inadequadas para acomodar a multidão que desejava ouvi-lo. Eventualmente, tornou-se necessário que ele recorresse às praças públicas da cidade. Provavelmente foi a fama de sua pregação que o chamou a atenção de Santa Teresa, que nessa época buscou seu conselho a respeito da reforma de sua ordem.
Beltrán há muito acalentava o desejo de entrar nos campos missionários do Novo Mundo. Recebendo permissão, ele partiu para a América em 1562 e desembarcou em Cartagena, onde imediatamente iniciou a carreira de missionário.

## Trabalho missionário na América do Sul
A bula da canonização afirma que ele foi favorecido com o dom de milagres e, enquanto pregava em seu espanhol nativo, era compreendido em várias línguas. Com o incentivo de Bartolomeu de las Casas, ele defendeu os direitos dos nativos contra os conquistadores espanhóis. De Cartagena, cenário de seus primeiros trabalhos, Beltrán foi enviado ao Panamá, onde em um tempo relativamente curto converteu cerca de 6 000 pessoas. Sua próxima missão foi em Tubará, situada próximo ao litoral e a meio caminho entre a cidade de Cartagena e o Rio Magdalena. O sucesso dos seus esforços neste local é testemunhado pelos registos dos registos baptismais, com letra do próprio Beltrán, que mostram que todos os habitantes do local foram recebidos na Igreja. Turon estima o número de convertidos em Tubará em 10 000.

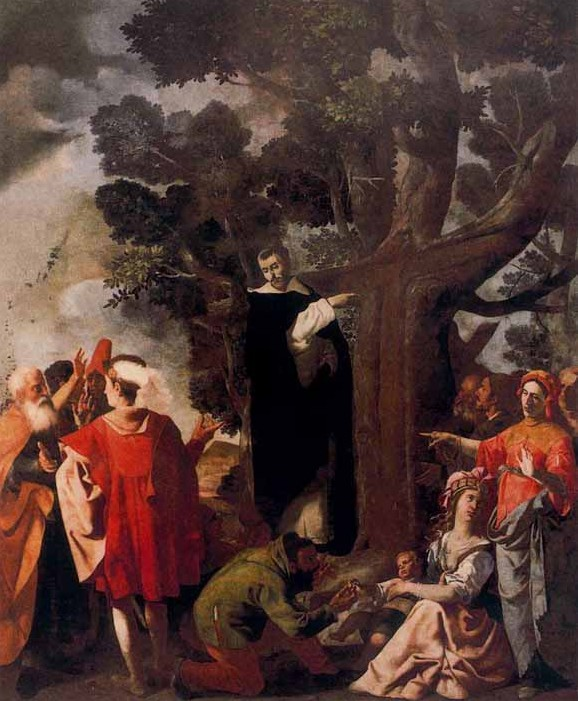
Luis Beltrán

De Tubará, Bertrand foi para Cipacoa e Paluato. Seu sucesso no primeiro local (cuja localização exata é impossível de determinar) foi quase igual ao de Tubará. Em Paluato, os resultados de seus zelosos esforços foram um tanto desanimadores. Desse solo infrutífero, Beltrán retirou-se para a província de Santa Marta, onde seus sucessos anteriores se repetiram, rendendo 15.000 almas. Enquanto trabalhava no Santa Marta, uma tribo de 1.500 indígenas de Paluato veio até ele para receber o batismo, que antes rejeitavam. Terminada a obra em Santa Marta, o incansável missionário empreendeu a obra de conversão dos guerreiros caribenhos, provavelmente habitantes das ilhas de Sotavento. Seus esforços entre os homens da tribo parecem não ter tido grande sucesso.
No entanto, Beltrán aproveitou a ocasião novamente para tornar manifesta a proteção que ofuscou seu ministério. Segundo a lenda, um gole mortal foi administrado a ele por um dos sacerdotes nativos. Por meio da interposição divina, o veneno falhou em cumprir seu propósito.
Tenerife, nas Ilhas Canárias, tornou-se o campo seguinte dos trabalhos apostólicos de Bertrand. Infelizmente, não existem registros que indiquem o resultado de sua pregação ali. Em Mompax, 37 léguas a sudeste de Cartagena, somos informados, um tanto indefinidamente, que muitos milhares foram convertidos à fé. Várias das ilhas das Índias Ocidentais, notadamente as de São Vicente e São Tomás, também foram visitadas por Beltrán.

## Volta para a Espanha

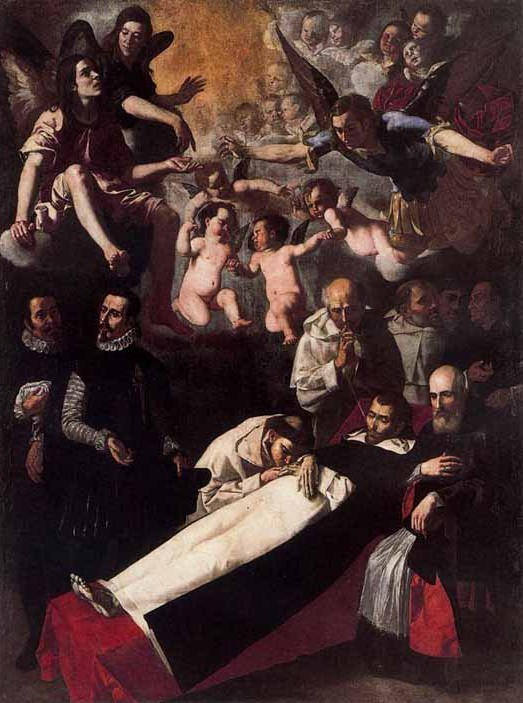
Luis Beltrán

Depois de sete anos como missionário na América do Sul, Bertrand retornou à Espanha em 1569, para pleitear a causa dos índios oprimidos, mas não teve permissão para retornar e trabalhar entre eles. Ele usou sua própria reputação crescente de santidade, bem como familiares e outros contatos, para fazer lobby em nome dos povos nativos que havia encontrado, bem como servir em sua diocese natal de Valência. Lá ele também se tornou um conselheiro espiritual de muitos, incluindo Santa Teresa de Ávila.
Em 1580, Beltrán adoeceu e foi levado do púlpito da catedral de Valência. Ele morreu em 9 de outubro de 1581, como dizem ter predito.
Louis Bertrand é às vezes chamado de "Apóstolo da América do Sul".

## Veneração
Ele foi canonizado pelo papa Clemente X em 1671. Seu dia de festa, conforme relatado no Martyrologium Romanum de 2004, é observado em 9 de outubro.
Há uma estátua de Luis Beltrán na colunata norte da Basílica de São Pedro em Roma.
O festival conhecido como La Tomatina é realizado em Buñol, Valência, em homenagem aos santos padroeiros da cidade, Luis Beltrán e a Mare de Déu dels Desemparats (Mãe de Deus dos Indefesos), um título da Virgem Maria.